# Cal Duc (Mollerussa)
Cal Duc és un monument del municipi de Mollerussa (Pla d'Urgell) inclòs en l'Inventari del Patrimoni Arquitectònic de Catalunya.

## Descripció
Casal modernista convertit en hotel. L'interior conserva mobiliari de l'època. Estructuralment consta de dues plantes, la inferior lleugerament alçada del jardí. La planta baixa, per on s'accedeix al jardí, comprèn la recepció, un elegant "hall" amb mobiliari d'època i les escales d'accés al primer pis on hi ha tres habitacions i un bany.
En aquesta construcció s'ha intentat conservar al màxim la distribució original de l'habitatge. L'exterior de l'edifici conserva l'elegància d'altre temps que no esborra la marca de torre o xalet luxós. Elegància compositiva, simetria, ordre i elements decoratius situats a manera de cresteria en el cim de la teulada de 3 vessants, en la cornisa i en els finestrals, on predominen els motius vegetals estucats.

## Història
La família Duc eren uns comerciants de vi, influents en la zona. Aquest casal modernista ha estat convertit en hotel (possiblement des dels anys 70). L'Hotel Duc consta de l'edifici modernista i d'un annex d'estructura arquitectònica totalment diferent. El jardí és el nexe d'unió.